# Live at the Smell
Live at the Smell is een twee uur durende documentaire over een tiental bands die in de undergroundclub The Smell live-optredens doen in het najaar van 2008. De film kwam uit in 2009.
De film geeft een overzicht van de LA noise rock scene die opkwamen na 2005 met optredens van The Mae Shi, Foot Village, Ponytail, Abe Vigoda, High Places, Gowns, Barr, No Age, HEALTH, Captain Ahab. 
De film werd geproduceerd door Cold Hands Video, die ook eerder de documentaire People Who Do Noise maakte en kreeg recensies in onder andere Pitchfork, L.A. Times en Village Voice.